# Tubercithorax subarcticus
Espèce
Synonymes
- Rhaebothorax subarcticus Tanasevitch, 1984

Tubercithorax subarcticus est une espèce d'araignées aranéomorphes de la famille des Linyphiidae.

## Distribution
Cette espèce est endémique de Russie.

## Description
Le mâle holotype mesure 1,93 mm et la femelle paratype 2,28 mm.

## Publication originale
- Tanasevitch, 1984 : New and little known spiders of the family Linyphiidae (Aranei) from the Bolshezemelskaya tundra. Zoologicheskii Zhurnal, vol. 63, p. 382-391.